# Robert Noyce
dr. Robert Noyce (12. prosinca 1927. – 3. lipnja 1990.), američki fizičar, suosnivač Fairchild Semiconductora 1957. godine i Intela 1968. godine.
Zaslužan je (zajedno s Jackom Kilbyem) za izum integriranog kruga ili mikročipa. Ipak, vrlo je malo poznato da je prvi znanstvenik koji je 15. travnja 1949. godine uspješno izradio prototip integriranog kruga bio njemački fizičar i izumitelj Werner Jacobi.